# Malaysia Airlines

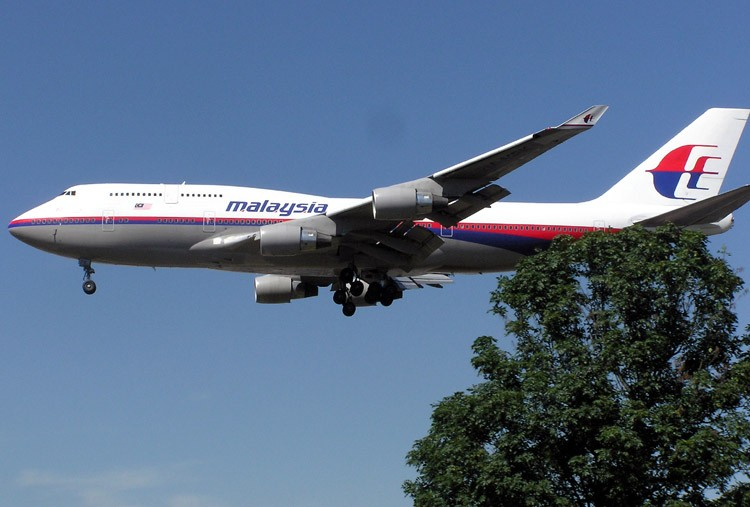
Boeing 747-400 (9M-MPK)

Malaysia Airlines (codi IATA: MH; codi OACI: MAS) és la principal aerolínia de Malàisia. Pertany a l'aliança Oneworld.
Va ser fundada el 12 d'octubre de 1937 amb el nom de Malayan Airways Limited (MAL). Entre 1971 i 1987, la companyia va canviar el nom a Malaysia Airline System Berhad (MAS), abans de rebre el nom actual. Habitualment en pèrdues, al març de 2006 la companyia va llançar un pla dràstic de reestructuració. Va abandonar 99 dels seus 118 vols interiors i va reduir la flota de 40 aparells a 21, acomiadant a un terç del personal. Va negociar aquest pla amb la nova companyia de baix cost Air Asia, que va restablir les línies interiors.
És una de les quatre úniques aerolínies que ha obtingut la qualificació de cinc estrelles de Skytrax, juntament amb Qatar Airways, Singapore Airlines, Cathay Pacific, Asiana Airlines i Kingfisher Airlines.
El juny de 2015 el conseller delegat de l'empresa, Christop Mueller, va reconèixer en una roda de premsa que l'empresa es trobava en fallida tècnica, i que acomiadaria a 6.000 empleats.